# Несврсисходно лечење
Несврсисходно лечење или претерано лечење је редефиниција англоамеричког термина (енгл. Unnecessary health care (overutilization, overuse, overtreatment) који означава медицинске третмане који не пружају додатну корист за ублажавање симптома или излечење неке болести, као и третмане за абнормалне налазе без патолошких вредности. Примена таквог непотребног медицинског третмана укључује не само непотребне трошкове, већ и може довести до нежељеног оштећење здравља и смрти, јер многи третмани у медицини нису без здравствених ризика 
Претерано или несврсисходно лечење је главни негативни економски фактор у многим земљама, па тако нпр. Немачку сврстава међу земље са највишим процентом потрошње бруто домаћег производа у Европској унији. 

## Терминологија
Термин несврсисходно или претерано лечење није синоним за научно-здравствени термин „предозирање", јер укључује само непотребне, неекономске, али не и штетне третмане (који се у научној терминологији дефинишу као „злоупотреба” или несавесно лечење. 
Претерано лечење укључује све услуге које у специфичној ситуацији представљају превише медицинског третмана ако не чине добро и не изазивају штету.
Терминологија  „над— или недовољна снабдевање”  и  „погрешно снабдевање”  такође подразумева да би све сувишне и погрешне мере увек доносили бригу, што представља недопустив резултат терапије.